# Кокшаровка

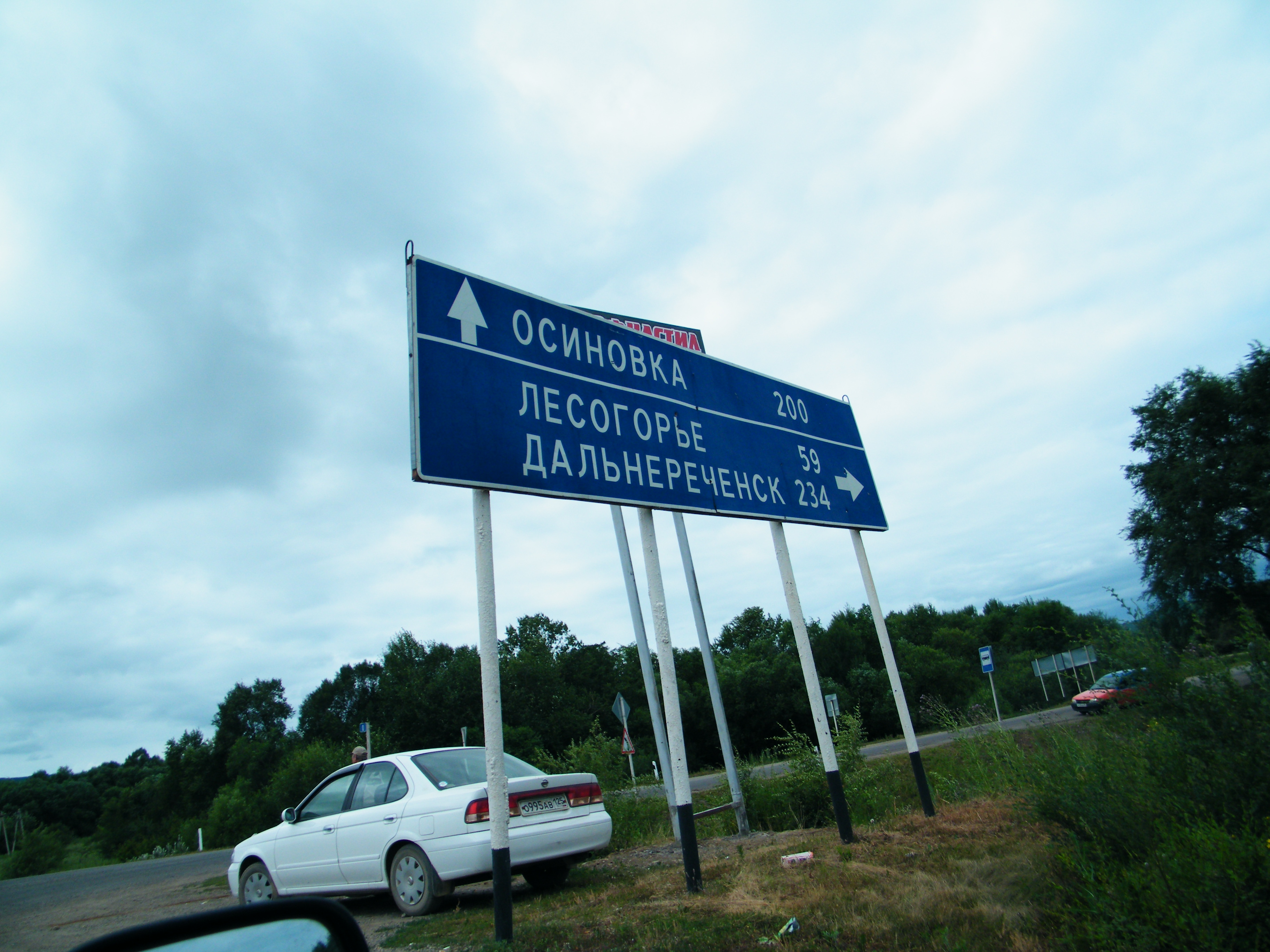
Автодорога «Осиновка — Рудная Пристань», поворот на Кокшаровку.

Кокша́ровка — село в Чугуевском муниципальном районе Приморского края России.

## География
Село находится на правом берегу реки Уссури, в 12 км ниже впадения в неё реки Павловка, на расстоянии 40 км (по прямой) к северо-востоку от села Чугуевка, административного центра района.
Через село проходит автодорога, отходящей на 12 км от трассы «Осиновка — Рудная Пристань» к городу Дальнереченск, участок относится к строящейся трассе «Хабаровск — Находка», строительство автодороги заморожено. В окрестностях села через Уссури построен мост, на левом берегу реки находится село Полыниха.

## История
Село основано в 1903 году. Названо по фамилии заведующего работами партии землемеров Кокшарова.

## Население
| 1915 | 1926 | 2002  | 2006  | 2010  |
| ---- | ---- | ----- | ----- | ----- |
| 512  | ↗526 | ↗1412 | ↘1241 | ↘1161 |

## Улицы
| - ул. 40 лет Октября, - ул. Военный городок, - ул. Г. Амяги, - ул. Дорожная, - ул. Заозёрная 1-я, - ул. Заозёрная 2-я, | - ул. Заозёрная 3-я, - ул. Колхозная, - ул. Кустарная, - ул. Лесная, - ул. Луговая, - ул. Молодёжная, | - ул. Набережная, - ул. Новая, - ул. Переселенческая, - пер. Почтовый, - ул. Пролетарская, - ул. Советская. |